# فرودگاه بین‌المللی شهدای بوشهر
فرودگاه بوشهر یا فرودگاه بین‌المللی شهدای بوشهر فرودگاه اصلی شهر و استان بوشهر است. فرودگاه بوشهر در سال‌های پیش از انقلاب کانون پروازهای زیادی به ایران بوده‌است و یکی از دو فرودگاه اصلی کشور در دوران خود محسوب می‌شد. با توجه به شرایط جغرافیایی بوشهر فرودگاه به یکی از مهمترین عوامل پیشرفت اقتصاد بوشهر مبدل شده‌است. فرودگاه بوشهر نخستین مقصد دو شرکت هواپیمایی بریتیش ایرویز انگلستان و کی‌ال‌ام هلند در ایران بوده‌است. گفتنی است که نخستین هواپیمایی که در این فرودگاه به زمین نشست، هواپیمای از نوع یونکرس و ساخت کشور آلمان بود.
در سال ۲۰۱۶ میلادی ۳٬۰۵۵ نشست و برخاست هواپیما در این فرودگاه انجام شد و ۴۴۷٬۸۷۰ نفر مسافر و ۴٬۵۶۷٬۱۳۲ کیلوگرم بار از طریق آن جابجا شدند.و با هواپیمای ایران ایر به مدینه و جده پرواز دارد.

## تاریخچه

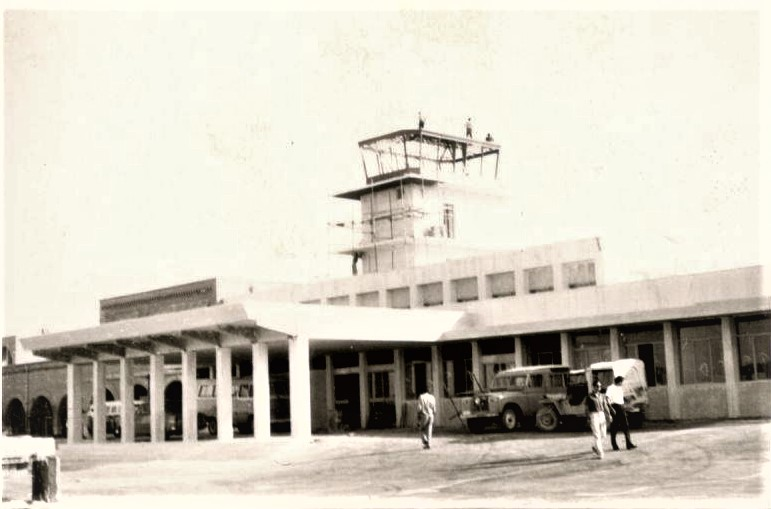
فرودگاه قدیمی بوشهر

از سال ۱۲۹۸ هجری شمسی که اولین پروازهای بین‌المللی با هواپیمای کوچک شکل می‌گرفت، فرودگاه بوشهر نیز فعال بوده‌است. در سال ۱۹۱۹ میلادی اولین پرواز که از اروپا عازم هندوستان بود، در مسیر پروازی جدید و در فرودگاه‌های خاکی بغداد – بوشهر- بندرلنگه و کراچی برا ی سوخت گیری و سرویس، نشست و برخاست داشت و از اولین پروازهایی بودند که از خاک و آسمان ایران استفاده می‌کردند. با این حال از سوی دولت وقت ایران هیچ‌گونه نظارت و کنترلی بر روی این قبیل پروازها وجود نداشت تا اینکه در سال ۱۳۰۴ بر اساس مصوبه ای که دولت آن زمان داشت؛ اجازه احداث فرودگاه و پرواز را به یک شرکت خارجی در چند شهر ایران از جمله بوشهر، بندرانزلی، کرمان و بندرعباس دادند.

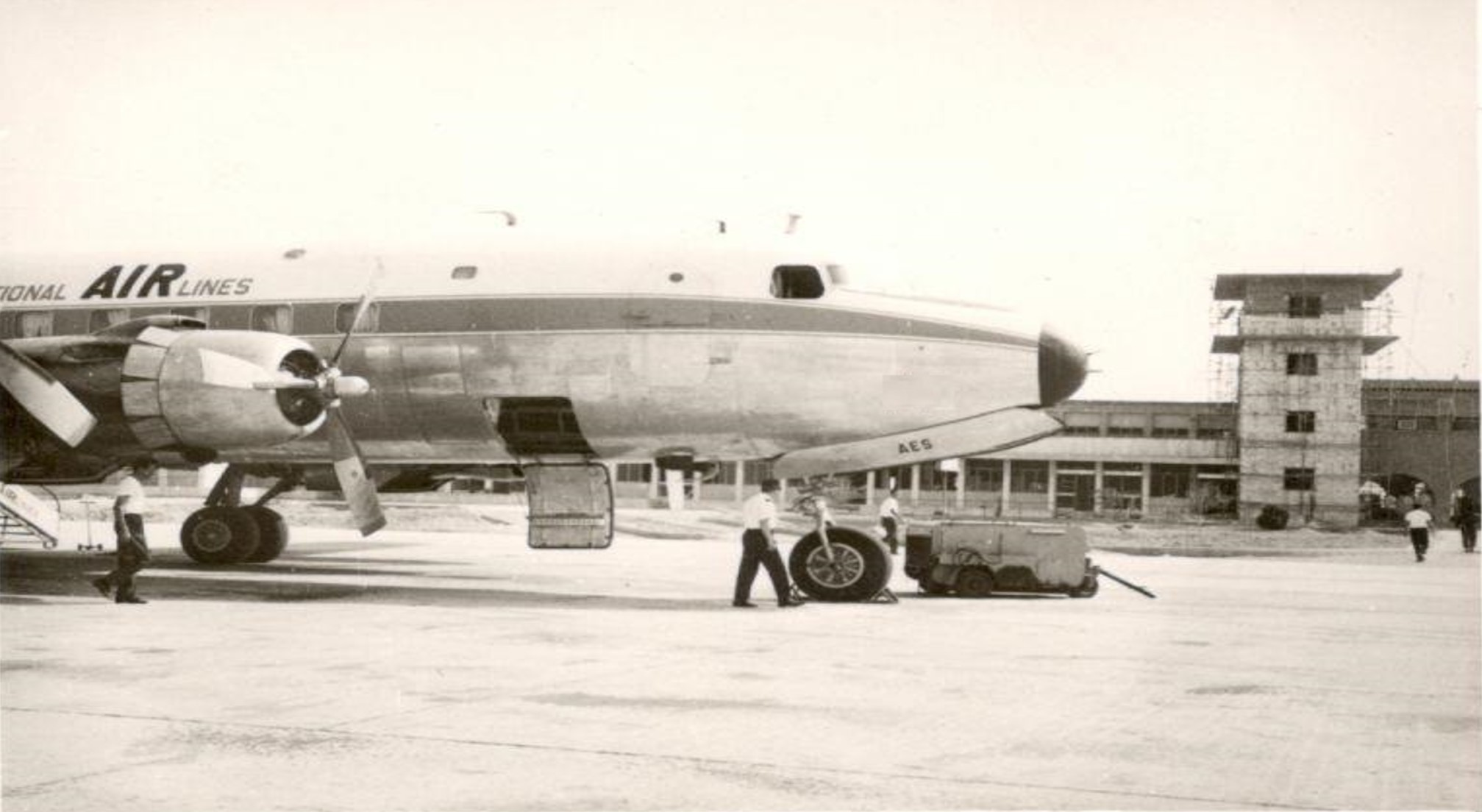
فرودگاه قدیم بوشهر

## شرکت‌های هواپیمایی و مقصدهای پروازی
| شرکت‌های هواپیمایی      | مقصدهای پروازی             |
| ---------------------- | -------------------------- |
| ایران ایر              | تهران                      |
| هواپیمایی ایران ایرتور | تهران، مشهد                |
| هواپیمایی آسمان        | تهران                      |
| هواپیمایی ساها         | تهران                      |
| هواپیمایی وارش         | تهران                      |
| هواپیمایی کاسپین       | تهران                      |
| هواپیمایی کارون        | خارگ                       |
| هواپیمایی آتا          | تهران                      |
| هواپیمایی قشم          | دبی، فرودگاه مهرآباد تهران |